# 本町橋
本町橋（ほんまちばし）は、大阪府大阪市中央区の東横堀川に架かる本町通の橋。または、同橋東詰付近の町名。
現在の橋は1913年（大正2年）に架け替えられたもので、大阪市内では現役最古の橋となっている。『浪速の名橋50選』に選定されている。

## 歴史

### 大正以前
最初の橋は、豊臣秀吉が大坂城を築城し、東横堀川を開削したときまで遡る。年代は特定されていないが、天正13年（1585年）に東横堀川が開削されてからあまり経っていなかったと考えられている。
大坂の陣（特に冬の陣）の時は、戦略上の重要地点であったとされ、橋周辺で蜂須賀隊と塙直之が激突している。(本町橋の夜戦)
江戸時代になると、公儀橋として幕府による直接管理・維持がなされた。東詰に油問屋が集まり、西詰に木綿問屋・呉服・古着屋が軒を連ね、大坂で最も賑わう地域とされた。享保9年（1724年）の「妙知焼け」と呼ばれる大火で本町橋をはじめ、いくつもの橋が焼失している。大火後、橋の北東側に西町奉行所が移転してきた。
江戸時代のころの東横堀川の幅は現在よりも広く、本町橋も橋長が47.8mあったという。幅員は最初7.8mで、江戸時代後期には5.9mと幾分狭くなった。
明治維新後、年代は特定されていないが、明治14年（1881年）までに鉄柱を持つ木橋に架け替えられた。当時は鉄橋はおろか、鉄柱木橋も貴重な存在であった。

### 現在の橋
20世紀以降の大阪市電の敷設、都市計画事業による道路拡張にあわせて本町橋も大正2年（1913年）に鉄橋に架け替えられた。三径間の2ヒンジアーチ橋で、下部は広くし、橋脚には石柱を模した飾りが付き、その上部はバルコニーとなっている。この橋は昭和57年（1982年）に大がかりな補修がされたが現役である。
- 橋長：46.5m
- 幅員：21.6m
- 形式：鋼アーチ（三径間2ヒンジアーチ）
- 完成：1913年（大正2年）

2009年に「大阪市内で最古の橋」として土木学会選奨土木遺産に選ばれる。

## 町名

### 地理
丁番を持たない単独町名である。

### 歴史
1989年（平成元年）に誕生した町名で、以前の内本町橋詰町と豊後町南部に当たる。

### 世帯数と人口
2019年（平成31年）3月31日現在の世帯数と人口は以下の通りである。
| 町丁   | 世帯数  | 人口    |
| ------ | ------- | ------- |
| 本町橋 | 837世帯 | 1,199人 |

人口の変遷
国勢調査による人口の推移。
| 1995年（平成7年）  | 513人   | [ 7 ]  |  |
| 2000年（平成12年） | 550人   | [ 8 ]  |  |
| 2005年（平成17年） | 766人   | [ 9 ]  |  |
| 2010年（平成22年） | 766人   | [ 10 ] |  |
| 2015年（平成27年） | 1,048人 | [ 11 ] |  |

世帯数の変遷
国勢調査による世帯数の推移。
| 1995年（平成7年）  | 220世帯 | [ 7 ]  |  |
| 2000年（平成12年） | 260世帯 | [ 8 ]  |  |
| 2005年（平成17年） | 498世帯 | [ 9 ]  |  |
| 2010年（平成22年） | 466世帯 | [ 10 ] |  |
| 2015年（平成27年） | 695世帯 | [ 11 ] |  |

### 事業所
2016年（平成28年）現在の経済センサス調査による事業所数と従業員数は以下の通りである。
| 町丁   | 事業所数  | 従業員数 |
| ------ | --------- | -------- |
| 本町橋 | 244事業所 | 2,850人  |

### 施設
- マイドームおおさか
- シティプラザ大阪
- 大阪産業創造館
- 東横堀公園
- 大阪府警察東警察署
- 大阪東郵便局

### その他
日本郵便
- 〒540-0029[5]（集配局：大阪東郵便局[13]）

## 交通

### 鉄道
- Osaka Metro堺筋線・中央線 堺筋本町駅

### 道路
高速道路
- 阪神高速1号環状線 本町出口

国道
- 国道308号（中央大通）

主要地方道
- 本町通